# Wilhelm Christian Benecke von Gröditzberg

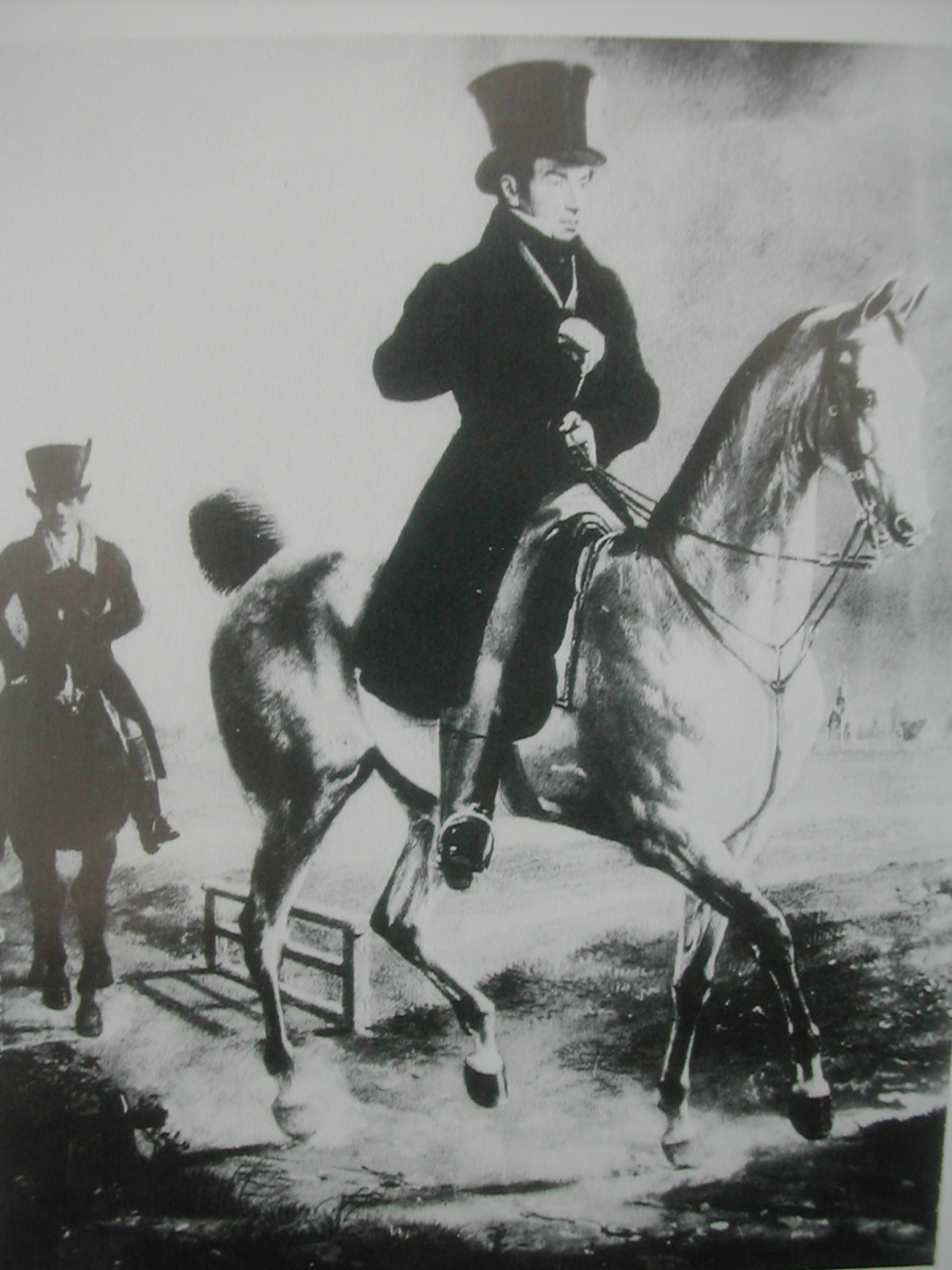
Franz Krüger: Benecke zu Pferde

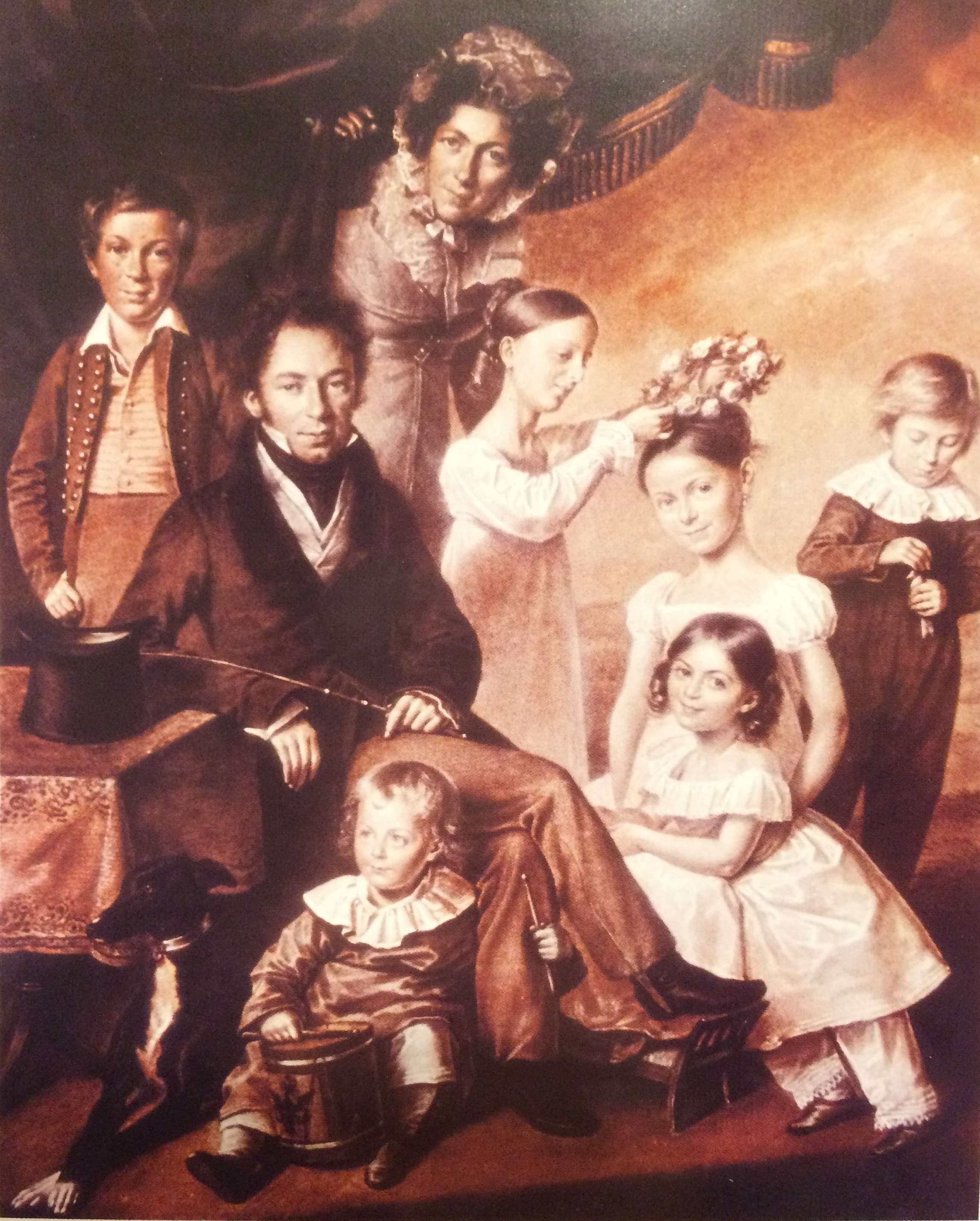
Franz Krüger: Benecke mit Familie

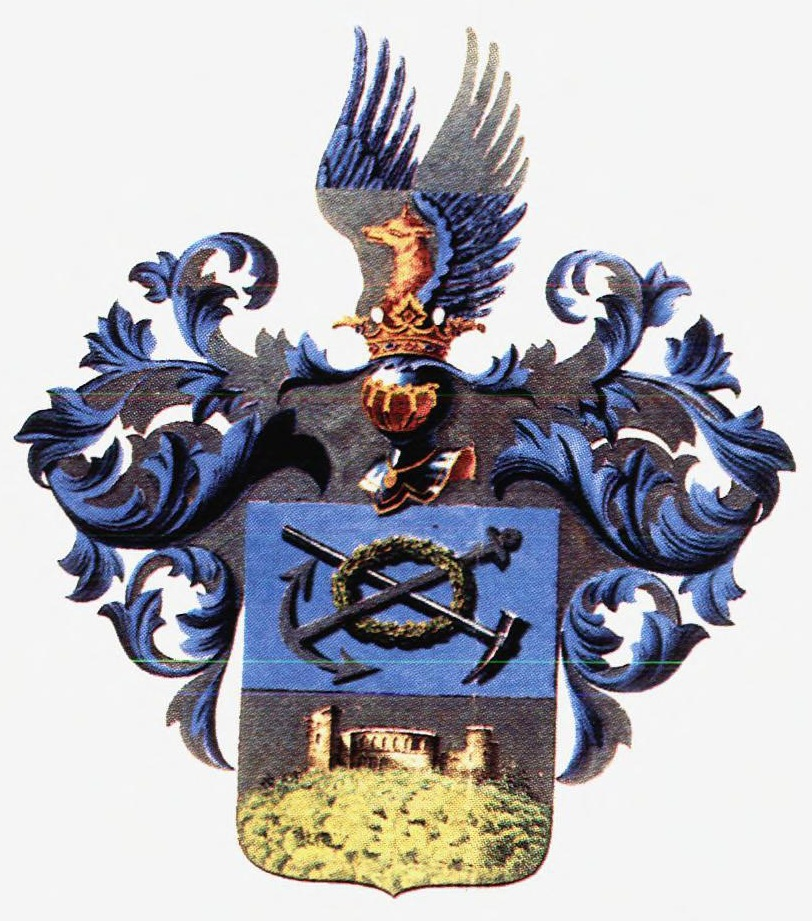
Wappen ab 1829

Wilhelm Christian Benecke von Gröditzberg, geboren als Wilhelm Christian Benecke (* 12. Dezember 1779 in Frankfurt (Oder); † 4. Juni 1860 in Berlin) war ein preußischer Bankier, Kaufmann, Großgrundbesitzer und Kunstsammler.

## Leben
Er war seit 1793 für das Handelshaus Gebrüder Benecke seiner beiden Onkel tätig. Nach deren Tod wurde er 1806 Chef des Handelshauses und 1807 Bürger von Berlin. Er wurde dort 1809 Stadtrat. 1812 war er Gründer und erster Direktor der Berlinische Feuer-Versicherungs-Anstalt und kaufte 1815 die Kgl. Preußische Hauptnutzholz–Administration. Geschäftlich war er für den preußischen Staat gegen die napoleonische Kontinentalsperre tätig. 1820 legte er für Norwegen eine Staatsanleihe auf. Durch deren Erfolg konnte ein drohender Staatsbankrott verhindert und die erst kürzlich erworbene Souveränität gegenüber Schweden behauptet werden.
Benecke war ab 1820 ein enger Geschäftspartner von Benjamin Wegner. 1822 kaufte Wegner das Modum Blaufarbenwerk in Norwegen für Benecke (über 70 %) und in eigenem Namen. Wegner siedelte nach Norwegen über und leitete das Unternehmen bis 1849. Auf Betreiben von Wegner erwarb Benecke 1835 das Gut Hafslund mit bedeuteten Waldbesitzungen und Sägewerken zusammen mit Wegner, dem Staatsmann Hermann von Wedel-Jarlsberg und Grüning & Co. Benecke und Wegner erwarben auch die Hassel Eisenhütte in Norwegen (jeweils 50 %).
Um 1819 gründete Benecke die Patent-Papier-Fabrik zu Berlin die erste mit englischen Maschinen auf dem Kontinent. Die Leitung übernahm der Engländers Joseph Corty. Im Jahr 1823 gehörte er zu den Gründungsmitgliedern des Berliner Kassenverein. Ebenfalls 1823 erwarb Benecke von den Grafen von Hochberg die Herrschaft Gröditzberg (5000 ha) mit der historischen Gröditzburg aus dem Mittelalter und dem Schloss Gröditzberg im Landkreis Goldberg / Schlesien.
Mit Urkunde des Königs von Preußen, Friedrich Wilhelm III., vom 4. April 1829, Berlin, wurde er als Benecke von Gröditzberg in den preußischen Adelsstand erhoben.
Zuvor war ihm vom König der Rote Adlerorden 3. Klasse verliehen worden.
Zusammen mit Benjamin Wegner betrieb er den Verkauf der Gemäldesammlung des englischen Handelsherrn Edward Solly an den preußischen König Friedrich Wilhelm III. Diese Sammlung wurde der maßgebliche Grundstock der Berliner Gemäldegalerie. Benecke von Gröditzberg war u. a. Förderer der Maler Franz Krüger und Louis Ferdinand von Rayski. Beneckes Porträts, von diesen Vorgenannten erstellt, befinden sich in der Hamburger Kunsthalle, in der Alte Nationalgalerie und in Familienbesitz.
Benecke von Gröditzberg besaß neben der Herrschaft Gröditzberg in Berlin das Palais Unter den Linden 78 (Ecke Pariser Platz, gegenüber dem ehemaligen Palais Graf Redern, heute Hotel Adlon), das Haus Wilhelmstraße 67, das er neben Gemälden aus der Konkursmasse des Edward Solly erwarb, sowie Grundstücke und Häuser auf Pichelswerder.
Ferner besaß er eine umfangreiche Gemäldesammlung, aus der 223 Ölgemälde nach seinem Tod bei Th. Müller, 1861, und 1876 bei Rudolf Lepke, beide Berlin, versteigert wurden. So stammt z. B. das Gemälde „Tobias und der Engel“ von Carl Begas d. Ä., das 1861 von Kommerzienrat Th. Flatau bei Müller ersteigert wurde und der es 1864 der Alte Nationalgalerie schenkte (Kriegsverlust), aus der Sammlung Benecke von Gröditzberg. Ebenso das Porträt des Dichters Johann Wilhelm Ludwig Gleim von Georg Friedrich Adolph Schöner, das sich heute im Gleim-Haus zu Halberstadt befindet.
Eines der letzten bedeutenderen Gemälde seiner Sammlung in Privatbesitz – ein signiertes und datiertes Seestück des Willem van de Velde der Jüngere, welches er aus der Sammlung Edward Solly erworben hatte – wurde in der Restaurierungswerkstatt eines der renommiertesten europäischen Museen „zu Tode“ restauriert. In einem 15 Jahre andauernden, erstinstanzlichen Gerichtsverfahren gelang es interessierten Kreisen mit Hilfe der Justiz das Desaster zu vertuschen.
1829 erwarb Benecke die Glasfenstersammlung des schweizerischen Dichters Johann Martin Usteri, bestehend aus 156 Fenstern des 15. bis 18. Jahrhunderts, die sich heute zu großen Teilen im Landesmuseum Zürich befindet.
Das Königsstädtische Theater in Berlin wurde von ihm mitgegründet.
Sein Grab befindet sich in der Kirche zu Gröditzberg.

## Familie
Benecke von Gröditzberg heiratete am 4. Februar 1808 Marie-Luise Du Titre (* 1. Oktober 1786; † 31. Dezember 1875), Tochter der Madame Du Titre, mit der er mehrere Kinder hatte:
- Rudolf Wilhelm (* 10. August 1809; † 9. Dezember 1832)
- Elisabeth Helene (* 11. Juli 1810; †?) ⚭ 1833 Johann Friedrich Le Maistre (* 6. Januar 1790; † 23. November 1874), sächsischer Wirklicher Geheimer Rat[2]
- Klara Amélie Karoline (* 20. Februar 1812; † 1. September 1899) ⚭ 1844 (Scheidung 1855) Ernst Julius Arnold von Schack (* 8. März 1813; † 13. Januar 1897), Legationsrat
- Richard August (* 21. April 1814; † 21. Oktober 1868) ⚭ 1862 Hedwig von Rosen (* 5. Januar 1845; † 6. September 1870)
- Rosalie Cecilie (* 5. Oktober 1816; † 4. April 1889) ⚭ Maximilian Theodor von Schlegel (* 10. Juli 1809; † 18. Februar 1863)
- Wilhelm Georg (* 24. November 1817; † 13. April 1902), Sekondeleutnant, unvermählt, lebte in Berlin und Groeditzberg[3]